# Programa de Gotha
O Programa de Gotha foi a plataforma partidária adotada pelo nascente Partido Social-Democrata da Alemanha (SPD), no seu congresso inicial - o Congresso de Gotha -, realizado na cidade de Gotha (Alemanha), em 1875. 
O Congresso de Gotha unificou os dois partidos socialistas alemães: o Partido Operário Social-Democrata, SDAP (fundado na cidade de Eisenach, em 1869, por iniciativa de Bebel e Liebknecht, ambos influenciados por Marx e Engels), e a Associação Geral dos Trabalhadores Alemães, ADAV, liderada por  Ferdinand Lassalle, de tendência reformista). Os membros do SDAP eram chamados "eisenachianos", enquanto os membros da ADAV eram referidos como  "lassalianos". 
O SPD nasce de um compromisso entre os marxistas, partidários da revolução, e os  reformistas, que defendiam a tomada do poder pelos meios legais, isto é, pela via das eleições. Esse compromisso se expressa no Programa de Gotha.

## Conteúdo
O Programa é explicitamente socialista, tal como se depreende da declaração de princípios que lhe serve de preâmbulo:
I. O trabalho é a fonte de toda riqueza e de toda cultura, e como o trabalho útil em geral só é possível por meio da sociedade, então à sociedade, ou seja, a todos os seus membros, pertence todo o produto; enquanto que, como a obrigação de trabalhar é universal, todos têm igual direito a esse produto, cada um de acordo com suas necessidades razoáveis.
Na sociedade atual, os instrumentos de trabalho são monopólio da classe capitalista; a sujeição da classe trabalhadora que assim surge é a causa da miséria e da servidão em todas as formas.
A emancipação da classe trabalhadora exige a transformação dos instrumentos de trabalho em propriedade comum da sociedade e o controle cooperativo do trabalho total, com a aplicação do produto do trabalho para o bem comum e a distribuição justa desse produto.
A emancipação do trabalho deve ser tarefa da classe trabalhadora, em contraste com a qual todas as outras classes são apenas uma massa reacionária.
II. Procedendo a partir desses princípios, o Partido Social-Democrata da Alemanha visa, por todos os meios legais, ao estabelecimento do Estado livre e da sociedade socialista, à destruição da lei de ferro dos salários por meio da abolição do sistema de trabalho assalariado, ao fim da exploração em todas as suas formas e à eliminação de toda desigualdade social e política.
O Programa apresentava as seguintes reivindicações políticas:
1. Sufrágio universal, igual e direto, por meio de escrutínio secreto e obrigatório para todos os cidadãos desde os 21 anos, em todas as eleições nacionais e municipais, devendo o dia da eleição ser um domingo ou feriado.
2. Legislação direta pelo povo. Questões de guerra e paz decididas pelo povo.
3. Instrução militar para todos. Milícias do povo em vez de exército permanente.
4. Derrogação de todas as leis de caráter excepcional, especialmente no que diz respeito à imprensa, aos sindicatos e às reuniões, e, de um modo geral, de todas as leis que limitem a liberdade de pensamento e de informação.
5. Administração da Justiça pelo povo. Justiça gratuita.
6. Educação universal e igualitária pelo Estado. Ensino obrigatório. Ensino gratuito em todos os estabelecimentos públicos. A religião declarada um assunto privado.

Reivindicava também:
- A maior extensão possível de direitos e liberdades políticas no sentido das demandas acima.
- Um único imposto de renda progressivo, para o Estado e a comuna, em vez dos impostos existentes e, especialmente, dos impostos indiretos que oprimem o povo.
- Direito irrestrito de combinação.
- Uma jornada de trabalho normal que corresponda às necessidades da sociedade. Proibição do trabalho aos domingos.
- Proibição do trabalho infantil e de todo trabalho feminino que seja prejudicial à saúde e à moralidade.
- Leis para a proteção da vida e da saúde dos trabalhadores. Controle sanitário dos alojamentos dos trabalhadores. Inspeção de minas, fábricas, oficinas e indústrias domésticas por funcionários escolhidos pelos trabalhadores. Uma lei  eficaz sobre a responsabilidade dos empregadores.
- Regulamentação do trabalho prisional.
- Os fundos dos trabalhadores devem estar sob o controle total dos trabalhadores.

## A crítica de Marx
Segundo Marx, para chegar à  formulação de tal Programa, os eisenachianos haviam feito significativas concessões aos lassallianos. Por meio de carta dirigida  a Bracke, em 1875, pouco antes do congresso de unificação, Marx encaminhou uma arrasadora crítica (com o título de Glosas marginais ao programa do Partido Operário Alemão), censurando sobretudo as concessões feitas pelos eisenachianos às ideias lassalianas. Marx pede a Bracke que envie o documento aos demais líderes do SDAP  (August Geib, Auer, Bebel e Liebknecht) e lhe devolva em seguida. 
Marx considerava o Programa de  Gotha como um grande retrocesso, em relação ao Programa de Eisenach, aprovado  no Congresso fundador do SDAP (1869) e que correspondia inteiramente aos princípios da Primeira Internacional.
Posteriormente, as Glosas marginais de Marx seriam  publicadas sob o título de Crítica do Programa de Gotha, tornando-se bem mais importante do que o próprio Programa de Gotha, sobretudo por conter uma detalhada análise a respeito da estratégia revolucionária programática de transição do socialismo para a sociedade comunista.
Anos mais tarde, no congresso de  1891, o SPD substituiria o Programa de Gotha pelo Programa de Erfurt.